# Kościół Trójcy Przenajświętszej w Samborcu
Kościół Trójcy Przenajświętszej – rzymskokatolicki kościół parafialny należący do dekanatu Koprzywnica diecezji sandomierskiej.

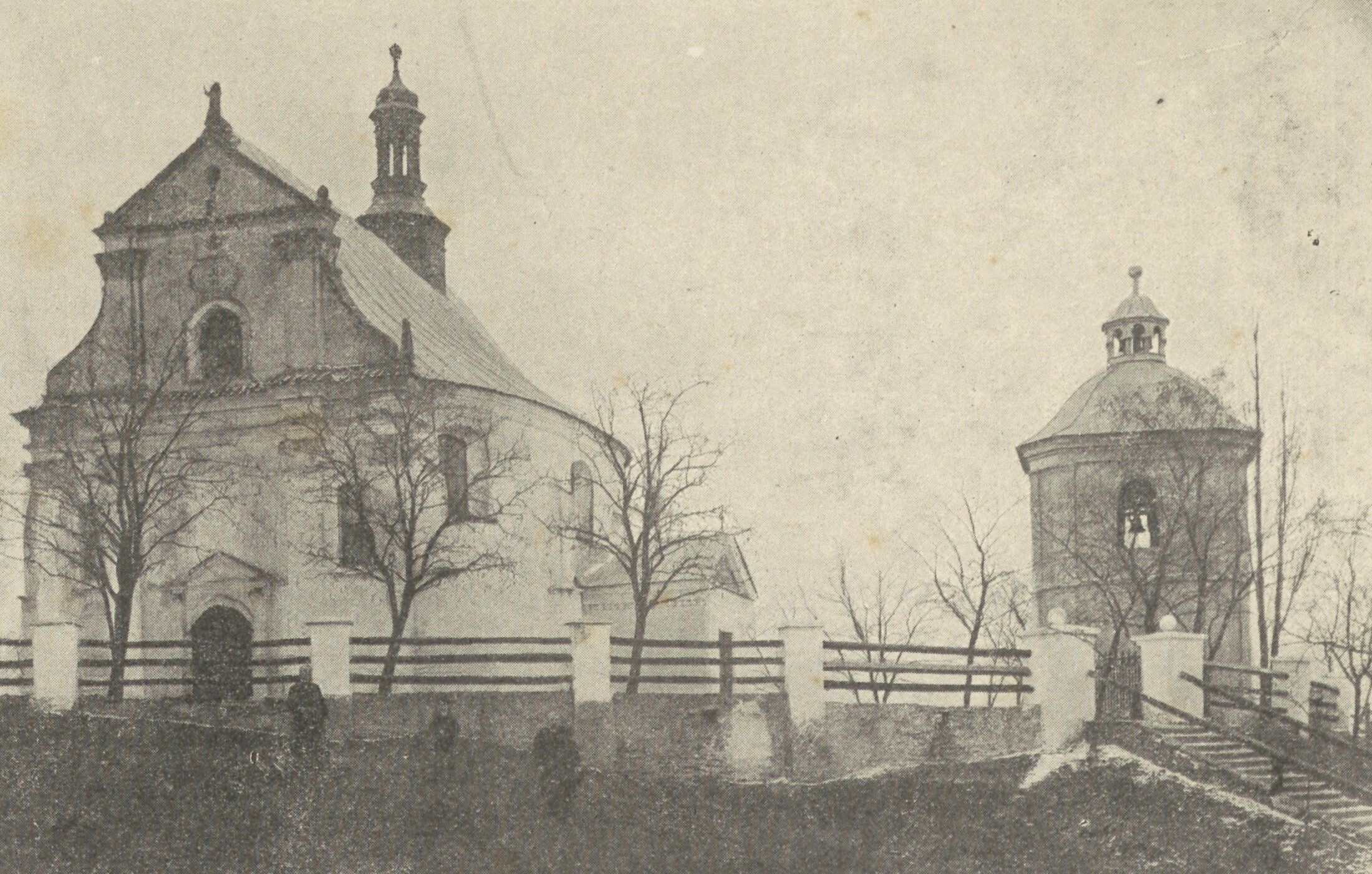
Kościół przed 1915

Świątynia murowana została wybudowana około połowy XIII wieku przez dziedzica Pawła Samborzeckiego. Kościół wspomniany jest w dokumencie Leszka księcia krakowskiego z 1284 roku. Jan Długosz mówi o świątyni samborzeckiej jako starożytnej, Trójcy Świętej poświęconej. Od 1607 do 1717 roku budowla należała do jezuitów sandomierskich. Została zniszczona podczas wojen szwedzkich, odbudowana została i powiększona w latach 1688–1691 dzięki staraniom księdza proboszcza Stanisława Umińskiego, kanonika sandomierskiego, poprzez dobudowanie nawy razem z przekształceniem dawnego prezbiterium. Uroczyście budowla została poświęcona w 1728 roku. Odnawiana była pod koniec XIX wieku razem z dobudowaniem od strony południowej nowej zakrystii i kruchty. Ostatnio była restaurowana w 1972 roku. Świątynia ma wiele cech barokowych z elementami romańskimi. Kościół jest orientowany, murowany wzniesiony z kamienia i cegły oraz otynkowany, jego dach jest nakryty blachą. Od 1717 roku prawa kolatorskie za pozwoleniem i zrzeczeniem się jezuitów przeszły na kolegiatę w Sandomierzu, której samborzecki kościół stał się filią, a parafia włączona została do uposażenia kolegiaty, a następnie katedry w Sandomierzu. W 1865 roku biskup Michał Józef Juszyński ustanowił kościół w Samborcu samodzielnym kościołem parafialnym.